# コズモポリス (映画)
『コズモポリス』（Cosmopolis）は2012年のカナダ・フランス・ポルトガル・イタリア合作のドラマ映画。デヴィッド・クローネンバーグ監督、ロバート・パティンソン主演。ドン・デリーロの同名の小説を原作としている。2012年5月25日に第65回カンヌ国際映画祭のコンペティション部門でプレミア上映され、パルム・ドールを競った。カナダでは2012年6月8日、アメリカ合衆国では2012年8月17日に公開された。

## キャスト
※括弧内は日本語吹替
- エリック・パッカー - ロバート・パティンソン（櫻井孝宏）
- ディディ・ファンチャー - ジュリエット・ビノシュ（山像かおり）
- エリーズ・シフリン - サラ・ガドン（恒松あゆみ）
- アンドレ・ベトレスク - マチュー・アマルリック（後藤ヒロキ）
- シェイナー - ジェイ・バルチェル（烏丸祐一）
- トーヴァル - ケヴィン・デュランド（滝知史）
- ブラザ・フェズ - ケイナーン
- ジェイン・メルマン - エミリー・ハンプシャー（英語版）（東條加那子）
- ヴィジャ・キンスキー - サマンサ・モートン（平野夏那子）
- ベノ・レヴィン - ポール・ジアマッティ（岩崎ひろし）

## 製作
2009年2月10日、パウロ・ブランコによる『コズモポリス』の映画化計画が初めて報じられた。
2009年7月26日、監督はカナダのデヴィッド・クローネンバーグに決まったことが報じられた。撮影開始は2010年を予定し、ブランコのアルファマ・フィルムズとクローネンバーグのトロント・アンテナが共同で製作する。
2009年9月3日、ブランコは「クローネンバーグが脚本執筆を終え、キャストを探している」ことを公式に認めた。
コリン・ファレルは主役に興味を持っていたが、『トータル・リコール』とのスケジュール問題のために断念した。彼の代わりにパティンソンがキャスティングされた。またマリオン・コティヤールもプロジェクトに関心を持っていたが、スケジュールの都合で降板した。

## 評価

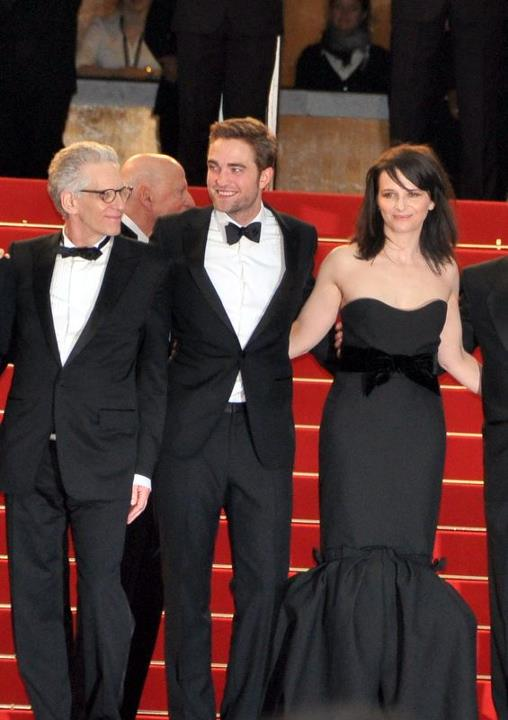
第65回カンヌ国際映画祭でプロモーションするデヴィッド・クローネンバーグ、ロバート・パティンソン、ジュリエット・ビノシュ。

Rotten Tomatoesでは156件のレビューで支持率は65%となった。 
『Sight & Sound』誌は2012年のベスト映画で本作を8位とした。また『カイエ・デュ・シネマ』は2位とした。

### 受賞とノミネート
| 映画祭・賞                 | 部門           | 候補                         | 結果       |
| -------------------------- | -------------- | ---------------------------- | ---------- |
| カンヌ国際映画祭           | パルム・ドール | デヴィッド・クローネンバーグ | ノミネート |
| オンライン映画批評家協会賞 | 脚色賞         | デヴィッド・クローネンバーグ | ノミネート |

## 原作
- ドン・デリーロ（著）、上岡伸雄（訳）『コズモポリス』 新潮社（新潮文庫）、2013年1月28日。ISBN 978-4-10-218321-2